# ステファニー・ド・ラノワ
ステファニー・マリー・クローディーヌ・クリスティーヌ・ド・ラノワ（Stéphanie Marie Claudine Christine de Lannoy、1984年2月18日 - ）は、ベルギー貴族出身のルクセンブルク大公世子妃である。

## 経歴
ラノワ伯爵家の当主フィリップ・ド・ラノワ伯爵（Philippe de Lannoy）と、その妻でベルギー貴族のアリックス・デッラ・ファイユ・ド・ルーヴェルゲン（Alix della Faille de Leverghem）の間の第8子、四女として生まれた。8人兄弟の末っ子で、伯爵家の居城アンヴェン城（ベルギー領エノー州フラーヌ＝レ＝アンヴェン）で育った。ラノワ家は13世紀にフランドル伯に仕える騎士身分から身を起こした家系で、ベルギーの有力貴族家門の1つとして続いてきた。夫のギヨームとは、18世紀のアーレンベルク公シャルル・マリー・レーモンを共通の先祖としている。
フラマン語圏のロンセにあるザンクタ・マリア小学校（Sancta Maria）に通った。中等教育では、北フランスにあるサント・オディール校（Collège Sainte-Odile）に2年間在籍し、ブリュッセルのラ・ヴィエルジュ・フィデル学院（Institut de la Vierge Fidèle）に編入、2002年に高校卒業試験に合格した。18歳の時に1年間モスクワに留学し、ロシアの語学・文学を学んだ。ロシア留学中はヴァイオリン演奏に没頭した。帰国後、ルーヴァン・カトリック大学に入学してドイツの語学・文学を専攻し、優秀な成績を修め、卒業に際しては表彰された。卒業論文のテーマはドイツのロマン主義がロシア人に与えた影響についてで、ベルリンで研究活動を行った。大学卒業後も引き続きベルリンに滞在し、同市のベルギー大使館にあるワロン地域政府貿易投資局（Agence Wallonne à l'Exportation）の出先機関で実習生として働いた。その後帰国して実家に戻り、投資会社で働いた。 
ステファニーはクラシック音楽観賞、ピアノ・ヴァイオリン演奏、スキーや水泳などのスポーツと、多彩な趣味の持ち主である。母語のフランス語（ワロン語）に加えてオランダ語（フラマン語）、ドイツ語、英語、ロシア語の5カ国語を流暢に話すことが出来る。この語学力を活かし、様々な国の古典文学を原文で読むのを得意としている。また、最近はルクセンブルク語も習得中である。

## 結婚と子女
2012年4月26日にルクセンブルク大公世子ギヨームとの婚約が発表され、翌4月27日にベルク城で婚約披露が行われた。結婚式は2012年10月20日に挙行された。
2019年12月6日、大公世子夫妻は、2020年5月に第一子出産予定であることを発表した。2020年5月10日、ギヨーム大公世子とステファニー妃の第1子の長男が誕生、「シャルル・ジャン・フィリップ・ジョゼフ・マリー・ギヨーム」と命名された。
2023年3月27日には第2子次男が生まれ「フランソワ・アンリ・ルイ・マリー・ギヨーム」と名付けられた。